# UCI Women’s World Tour 2018
UCI Women’s World Tour 2018 – 3. edycja cyklu kobiecych szosowych wyścigów kolarskich o najwyższej randze w klasyfikacji UCI, będącego następcą Pucharu Świata Kobiet w Kolarstwie Szosowym. Seria rozpoczęła się 3 marca we Włoszech wyścigiem Strade Bianche, a zakończyła 21 października w Chinach zawodami Tour of Guangxi. W kalendarzu na sezon 2018 figurują 23 wyścigi (7 wieloetapowych i 16 jednodniowych), z czego osiemnaście zaplanowano w Europie, jeden w Ameryce Północnej oraz dwa w Azji.
W porównaniu z ubiegłym rokiem w kalendarzu pojawiły się trzy nowe wyścigi: belgijski „klasyk” Driedaagse van De Panne-Koksijde, chiński Tour of Guangxi oraz wyścig wieloetapowy rozgrywany w Hiszpanii Emakumeen Euskal Bira.

## Wyniki
| UCI Women’s World Tour 2018   | UCI Women’s World Tour 2018 | UCI Women’s World Tour 2018              | UCI Women’s World Tour 2018 | UCI Women’s World Tour 2018                  | UCI Women’s World Tour 2018                 | UCI Women’s World Tour 2018               | UCI Women’s World Tour 2018 |
| Data                          | Państwo                     | Wyścig                                   | Kat.                        | Zwycięzca                                    | Drugie miejsce                              | Trzecie miejsce                           |                             |
| ----------------------------- | --------------------------- | ---------------------------------------- | --------------------------- | -------------------------------------------- | ------------------------------------------- | ----------------------------------------- | --------------------------- |
| 3 mar                         | Włochy                      | Strade Bianche Donne                     | 1.WWT                       | Anna van der Breggen (Boels Dolmans)         | Katarzyna Niewiadoma (Canyon-SRAM Racing)   | Elisa Longo Borghini (Wiggle High5)       |                             |
| 11 mar                        | Holandia                    | Ronde van Drenthe                        | 1.WWT                       | Amy Pieters (Boels Dolmans)                  | Alexis Ryan (Canyon-SRAM Racing)            | Chloe Hosking (Alé Cipollini)             |                             |
| 18 mar                        | Włochy                      | Trofeo Alfredo Binda-Comune di Cittiglio | 1.WWT                       | Katarzyna Niewiadoma (Canyon-SRAM Racing)    | Chantal Blaak (Boels Dolmans)               | Marianne Vos (WaowDeals)                  |                             |
| 22 mar                        | Belgia                      | Classic Brugge-De Panne                  | 1.WWT                       | Jolien D’Hoore (Mitchelton-Scott)            | Chloe Hosking (Alé Cipollini)               | Christine Majerus (Boels Dolmans)         |                             |
| 25 mar                        | Belgia                      | Gandawa-Wevelgem                         | 1.WWT                       | Marta Bastianelli (Alé Cipollini)            | Jolien D’Hoore (Mitchelton-Scott)           | Lisa Klein (Canyon-SRAM Racing)           |                             |
| 1 kwi                         | Belgia                      | Ronde van Vlaanderen voor Vrouwen        | 1.WWT                       | Anna van der Breggen (Boels Dolmans)         | Amy Pieters (Boels Dolmans)                 | Annemiek van Vleuten (Mitchelton-Scott)   |                             |
| 15 kwi                        | Holandia                    | Amstel Gold Race                         | 1.WWT                       | Chantal Blaak (Boels Dolmans)                | Lucinda Brand (Sunweb)                      | Amanda Spratt (Mitchelton-Scott)          |                             |
| 18 kwi                        | Belgia                      | La Flèche Wallonne Féminine              | 1.WWT                       | Anna van der Breggen (Boels Dolmans)         | Ashleigh Moolman-Pasio (Cervélo Bigla)      | Megan Guarnier (Boels Dolmans)            |                             |
| 22 kwi                        | Belgia                      | Liège-Bastogne-Liège Femmes              | 1.WWT                       | Anna van der Breggen (Boels Dolmans)         | Amanda Spratt (Mitchelton-Scott)            | Annemiek van Vleuten (Mitchelton-Scott)   |                             |
| 26 – 28 kwietnia 2018         | Chiny                       | Tour of Chongming Island                 | 2.WWT                       | Charlotte Becker (Hitec Products-Birk Sport) | Shannon Malseed (Tibco-Silicon Valley Bank) | Anastasia Chursina (BTC City Ljubljana)   |                             |
| 17 – 19 maja 2018             | Stany Zjednoczone           | Tour of California - women               | 2.WWT                       | Katie Hall (UnitedHealthcare Women's Team)   | Tayler Wiles (Trek-Drops)                   | Katarzyna Niewiadoma (Canyon-SRAM Racing) |                             |
| 19 – 22 maja 2018             | Hiszpania                   | Emakumeen Euskal Bira                    | 2.WWT                       | Amanda Spratt (Mitchelton-Scott)             | Annemiek van Vleuten (Mitchelton-Scott)     | Anna van der Breggen (Boels Dolmans)      |                             |
| 13 – 17 czerwca 2018          | Wielka Brytania             | Tour of Britain Women                    | 2.WWT                       | Coryn Rivera (Sunweb)                        | Marianne Vos (WaowDeals)                    | Danielle Rowe (WaowDeals)                 |                             |
| 6 – 15 lipca 2018             | Włochy                      | Giro d'Italia Women                      | 2.WWT                       | Annemiek van Vleuten (Mitchelton-Scott)      | Ashleigh Moolman-Pasio (Cervélo Bigla)      | Amanda Spratt (Mitchelton-Scott)          |                             |
| 17 lip                        | Francja                     | La Course by Le Tour de France           | 1.WWT                       | Annemiek van Vleuten (Mitchelton-Scott)      | Anna van der Breggen (Boels Dolmans)        | Ashleigh Moolman-Pasio (Cervélo Bigla)    |                             |
| 28 lip                        | Wielka Brytania             | RideLondon Classique                     | 1.WWT                       | Kirsten Wild (Wiggle High5)                  | Marianne Vos (WaowDeals)                    | Elisa Balsamo (Valcar PBM)                |                             |
| 11 sie                        | Szwecja                     | Open de Suède Vårgårda TTT               | 1.WWT                       | Boels Dolmans                                | Sunweb                                      | Cervélo Bigla                             |                             |
| 13 sie                        | Szwecja                     | Open de Suède Vårgårda                   | 1.WWT                       | Marianne Vos (WaowDeals)                     | Kirsten Wild (Wiggle High5)                 | Lotta Lepistö (Cervélo Bigla)             |                             |
| 16 sie                        | Norwegia                    | Ladies Tour of Norway, TTT               | 1.WWT                       | Sunweb                                       | Mitchelton-Scott                            | Cervélo Bigla                             |                             |
| 17 – 19 sierpnia 2018         | Norwegia                    | Ladies Tour of Norway                    | 2.WWT                       | Marianne Vos (WaowDeals)                     | Emilia Fahlin (Wiggle High5)                | Coryn Rivera (Sunweb)                     |                             |
| 25 sie                        | Francja                     | Classic Lorient Agglomération            | 1.WWT                       | Amy Pieters (Boels Dolmans)                  | Marianne Vos (WaowDeals)                    | Coryn Rivera (Sunweb)                     |                             |
| 28 sierpnia – 2 września 2018 | Holandia                    | Holland Ladies Tour                      | 2.WWT                       | Annemiek van Vleuten (Mitchelton-Scott)      | Ellen van Dijk (Sunweb)                     | Anna van der Breggen (Boels Dolmans)      |                             |
| 15 – 16 września 2018         | Hiszpania                   | La Vuelta Femenina                       | 2.WWT                       | Ellen van Dijk (Sunweb)                      | Coryn Rivera (Sunweb)                       | Audrey Cordon-Ragot (Wiggle High5)        |                             |
| 21 paź                        | Chiny                       | Tour of Guangxi Women                    | 1.WWT                       | Arlenis Sierra (Astana Women's Team)         | Hannah Barnes (Canyon-SRAM Racing)          | Sara Mustonen (Experza-Footlogix)         |                             |